# Reggae Gold 1999
Reggae Gold 1999 – siódmy album z serii składanek Reggae Gold, wydawanej przez nowojorską wytwórnię VP Records.
Płyta ukazała się 18 maja 1999 roku. Produkcją całości zajęli się Chris Chin oraz Joel Chin.
5 czerwca 1999 roku album osiągnął 1. miejsce w cotygodniowym zestawieniu najlepszych albumów reggae magazynu Billboard i utrzymywał się na szczycie jeszcze przez 8 kolejnych tygodni (ogółem był notowany na liście przez 68 tygodni).

## Lista utworów
1. Beres Hammond & Buju Banton - "Pull It Up"
2. Beenie Man - "Better Learn"
3. Sean Paul & Mr. Vegas - "Haffi Get Da Gal Yah"
4. Machel Montano - "Big Phat Fish"
5. Morgan Heritage - "Don't Haffi Dread"
6. Mr. Vegas - "Heads High"
7. Zebra - "Unfair"
8. Mr. Vegas - "Wave"
9. Bounty Killer - "Psyco Med"
10. Buccaneer - "Soconuma Clash"
11. Luciano & Sizzla - "Jah Blessing"
12. Capleton - "Jah Jah City"
13. Tanto Metro, Devonte & Mega Banton - "Big Up Yu Status"
14. Sanchez - "Always Be True To You"
15. Lady Saw & T.O.K. - "Hardcore Lover"
16. Ward 21 - "Haters"
17. Luciano - "Good Times"
18. Fiona & Brian Gold - "From This Moment On"